# Campeonato Mundial de Rugby M19 División B de 1986
El Campeonato Mundial de Rugby M19 División B de 1986 se disputó en Rumania y fue la séptima edición del torneo en categoría M19.

## Equipos participantes
- Selección juvenil de rugby de Portugal
- Selección juvenil de rugby de Suiza
- Selección juvenil de rugby de Túnez
- Selección juvenil de rugby de Yugoslavia

## Posiciones finales
| Pos | Equipo     |
| --- | ---------- |
|     | Túnez      |
|     | Portugal   |
|     | Suiza      |
| 4   | Yugoslavia |

### Campeón
| Bandera de Túnez |
| Campeón Túnez    |
| Segundo título   |